# Сребърен хлорид
Сребърният хлорид – AgCl е неорганично бинарно химично съединение на среброто с хлора, сребърна сол на хлороводородната киселина. Известно е с ниската си разтворимост във вода. Представлява бял прах или безцветни кристали. Кристалите принадлежат към кубичната сингония, подобно на NaCl. Образува се във вид на бяла утайка при взаимодействие на разтвори на соли на среброто, обикновено сребърен нитрат, с хлориди:
{\displaystyle {\mathsf {Ag^{+}+Cl^{-}=AgCl\downarrow }}}

Използва се за направа на фотографска хартия.